# دهل أحمد

تعديل مصدري - تعديل

دهل احمد هي إحدى قرى عزلة جعار بمديرية خنفر التابعة لمحافظة أبين، بلغ تعداد سكانها 713 نسمة حسب تعداد اليمن لعام 2004.